# أزمة رهائن إيران

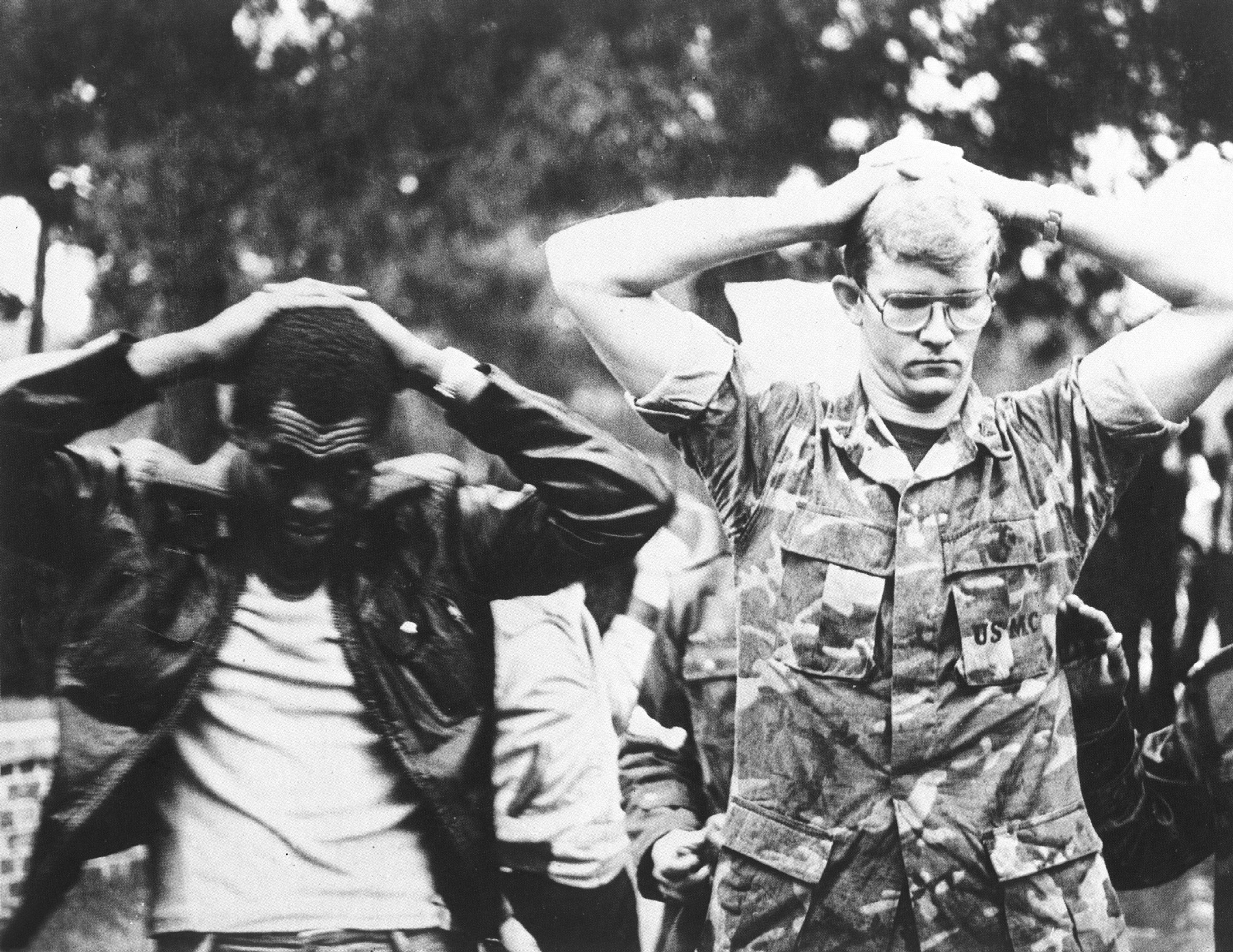
اثنين من الرهائن الأمريكيين

أزمة رهائن إيران هي أزمة دبلوماسية حدثت بين إيران والولايات المتحدة عندما اقتحمت مجموعة من الطلاب الإسلاميين في إيران السفارة الأمريكية بها دعما للثورة الإيرانية وأحتجزوا 52 أميركياً من سكان السفارة كرهائن من 4 نوفمبر 1979 حتي 20 يناير 1981
وصفت وسائل الإعلام الغربية الأزمة بأنها «ورطة» مكوناتها «الانتقام وسوء الفهم المتبادل». وصف الرئيس الأمريكي جيمي كارتر احتجاز الرهائن بأنه «ابتزاز» ورأى أن الرهائن «ضحايا الإرهاب والفوضى». نُظر إلى الحادثة على نطاق واسع في إيران على أنها عمل ضد الولايات المتحدة ونفوذها في إيران ومحاولاتها الملموسة لتقويض الثورة الإيرانية ودعمها طويل الأمد لشاه إيران، محمد رضا بهلوي، الذي أطيح به في عام 1979.
سُمح للشاه بهلوي بعد الإطاحة به دخول الولايات المتحدة لأغراض علاجية نتيجة إصابته بالسرطان. طالبت إيران بإعادته لمحاكمته على جرائم اتهم بارتكابها في عهده؛ اتُهم بارتكاب جرائم ضد مواطنين إيرانيين بمساعدة شرطته السرية. رفضت الولايات المتحدة المطالب الإيرانية، ورأت إيران في قرار منحه حق اللجوء تواطؤًا أمريكيًا في ارتكاب تلك الفظائع. عدّ الأمريكيون احتجاز الرهائن انتهاكًا صارخًا لمبادئ القانون الدولي، مثل اتفاقية فيينا، التي منحت الدبلوماسيين حصانة من الاعتقال وجعلت المجمعات الدبلوماسية غير قابلة للانتهاك.
غادر الشاه الولايات المتحدة في ديسمبر 1979 وحصل في النهاية على حق اللجوء في مصر، حيث توفي في 27 يوليو 1980 عن عمر ناهز الستين عامًا، متأثرًا بمضاعفات مرض السرطان.
أسفرت جهود مشتركة بين وكالة المخابرات المركزية وكندا عن إنقاذ ستة دبلوماسيين أمريكيين في 27 يناير 1980 بعد أن لاذوا بالفرار.
بلغت الأزمة ذروتها بعد فشل المفاوضات الدبلوماسية في إطلاق سراح الرهائن. أمر كارتر الجيش الأمريكي بمحاولة تنفيذ مهمة إنقاذ –عملية مخلب العقاب- باستخدام السفن الحربية التي تضمنت يو إس إس نيمتز ويو إس إس كورال سي؛ سفينتان نفذتا دوريات في المياه القريبة من إيران. أسفرت المحاولة الفاشلة في 24 أبريل 1980 عن مقتل مدني إيراني، ومقتل ثمانية جنود أمريكيين عرضيًا بعد اصطدام إحدى المروحيات بطائرة نقل. استقال وزير خارجية الولايات المتحدة سايروس فانس من منصبه بعد الفشل.
حدث الغزو العراقي لإيران في سبتمبر 1980، وبدأت الحرب الإيرانية العراقية. دفعت هذه الأحداث الحكومة الإيرانية إلى الدخول في مفاوضات مع الولايات المتحدة، مع وساطة دولة الجزائر بين الدولتين المتنازعتين. تُعد الأزمة حلقة محورية في تاريخ العلاقات بين إيران والولايات المتحدة.
نوه المحللون السياسيون بدور المواجهة كعامل رئيسي في استمرار انحدار رئاسة كارتر وخسارته الكاسحة في الانتخابات الرئاسية عام 1980؛ أُفرج عن الرهائن رسميًا وباتوا في عهدة الولايات المتحدة في اليوم التالي لتوقيع اتفاقيات الجزائر، بعد دقائق فقط من أداء الرئيس الأمريكي رونالد ريغان اليمين الدستورية. عززت الأزمة في إيران مكانة آية الله روح الله الخميني والسلطة السياسية للثيوقراطيين الذين عارضوا أي تطبيع للعلاقات مع الغرب. أدت الأزمة أيضًا إلى عقوبات اقتصادية أمريكية ضد إيران، ما عزز بدوره ضعف العلاقات بين البلدين.

## خلفية

### انقلاب عام 1953
خلال الحرب العالمية الثانية، قامت الحكومتان البريطانية والسوفيتية بغزو واحتلال إيران، مما أجبر رضا شاه بهلوي على التنازل عن العرش لصالح ابنه الأكبر محمد رضا بهلوي. أطاحت الثورة الإيرانية بسلالة بهلوي في فبراير 1979، أي قبل أقل من عام من الأزمة. تحالفت حكومة الولايات المتحدة مع الشاه ودعمته على امتداد عقود عدة سابقة. أرسلت الحكومتان البريطانية والسوفيتية في الحرب العالمية الثانية قوات لاحتلال إيران وإجبار الملك البهلوي الأول رضا شاه بهلوي على التنازل عن العرش لابنه الأكبر محمد رضا بهلوي. خشيت الدولتان من نية رضا شاه اتخاذ بلاده الغنية بالبترول صف ألمانيا النازية، لكن إعلان رضا شاه السابق عن الحياد، ورفضه السماح باستخدام الأراضي الإيرانية لتدريب القوات السوفيتية أو إمدادها، كانت أقوى الدوافع وراء العملية. وصف ونستون تشرشل إيران لاحقًا باسم «جسر النصر» نظرًا إلى أهميتها لخطط الحلفاء الحربية.
انخرط محمد رضا بهلوي بحلول خمسينيات القرن الماضي في صراع على السلطة مع رئيس الوزراء الإيراني محمد مصدق، سليل مباشر لسلالة القاجار السابقة. قاد مصدق إضرابًا عامًا نيابة عن الجمهور الإيراني، مطالبًا بزيادة حصة البلاد من العائدات النفطية من شركات النفط الأجنبية العاملة في إيران، وعلى الأخص شركة النفط الأنجلو-إيرانية. على أي حال، بالغ في محاولة الحصول على زيادة قدرها 50 مليون دولار، لينخفض مبلغ الإيرادات الممنوحة للحكومة الإيرانية. حصل الإيرانيون الملكيون على مساعدة وكالة المخابرات المركزية الأمريكية (سي آي إيه) وجهاز الاستخبارات البريطاني (إم آي 6) لخلع محمد مصدق في انقلاب عسكري حمل اسم عملية أياكس، ما سمع للشاه ببسط سلطته، إذ عيّن نفسه ملكًا مطلقًا وليس ملكًا دستوريًا، مثلما كان منصبه قبل أزمة عام 1953، وذلك بهدف إحكام سيطرته الكاملة على الحكومة وتطهير العناصر «غير الموالية». واصلت الولايات المتحدة دعم الشاه وتمويله بعد الانقلاب، إذ قامت وكالة المخابرات المركزية بتدريب السافاك (منظمة المخابرات والأمن القومي الإيرانية). في العقود اللاحقة من الحرب الباردة، أسهمت العديد من القضايا الاقتصادية والثقافية والسياسية بتوحيد المعارضة الإيرانية ضد الشاه وأدت إلى الإطاحة به في نهاية المطاف.

### إدارة كارتر
قبل أشهر من الثورة الإيرانية، تحديدًا عشية رأس السنة الجديدة 1977، أثار الرئيس الأمريكي جيمي كارتر غضب الإيرانيين المناهضين للشاه باقتراحه نخبًا لبهلوي عُرض على التلفاز، مدعيًا أن الشاه «محبوب» من شعبه. بعد بلوغ الثورة ذروتها في فبراير 1979 مع عودة آية الله الخميني من فرنسا، احتُلت السفارة الأمريكية واحتُجز موظفوها رهائن فترة وجيزة. تسببت الحجارة والرصاص في كسر العديد من النوافذ الأمامية لبناء السفارة، ليُستخدم الزجاج المضاد للرصاص عوضًا عن الزجاج التقليدي. قٌلص عدد موظفي السفارة إلى ما يزيد قليلًا عن 60 عاملًا بعد أن قاربوا الألف عامل في وقت سابق من هذا العقد.
حاولت إدارة كارتر تخفيف حدة المشاعر المعادية لأمريكا عبر تمكين علاقة جديدة مع حكومة الأمر الواقع الإيرانية ومواصلة التعاون العسكري على أمل أن يستقر الوضع. على أي حال، سمحت الولايات المتحدة في 22 أكتوبر 1979 للشاه الذي أصيب باللمفوما بدخول مستشفى نيويورك -مركز كورنيل الطبي لأغراض علاجية. كانت وزارة الخارجية قد رفضت الطلب، مدركةً الحساسية السياسية، لكن الموافقة على دخوله حدثت بالفعل استجابة لضغوط الشخصيات المؤثرة بما فيها وزير الخارجية الأسبق هنري كيسنجر ورئيس مجلس العلاقات الخارجية ديفيد روكفلر.
أسفر قبول دخول الشاه إلى لولايات المتحدة عن تفاقم عداء الثوار الإيرانيين لأمريكا وإثارة شائعات عن انقلاب آخر مدعوم من الولايات المتحدة من شأنه أن يعيد تسليمه مقاليد الحكم. رفع آية الله الخميني، الذي نفاه الشاه مدة 15 عامًا، حدة الخطاب ضد «الشيطان الأكبر»، لقب أطلقه على الولايات المتحدة، متحدثًا عن «أدلة على وجود مؤامرة أمريكية». إضافة إلى إنهاء ما اعتبروه تخريبًا أمريكيًا للثورة، أمل محتجزو الرهائن بخلع الحكومة الثورية المؤقتة بقيادة رئيس الوزراء مهدي بازركان، التي اعتقدوا أنها خططت لتطبيع العلاقات مع الولايات المتحدة وإخماد النظام الثوري الإسلامي في إيران. شكل احتلال السفارة في 4 نوفمبر 1979 وسيلة ضغط للمطالبة بعودة الشاه للمحاكمة في إيران مقابل الإفراج عن الرهائن.
أفادت دراسة لاحقة بعدم وجود أي مؤامرات أمريكية للإطاحة بالثوار، وأن مهمة جمع المعلومات الاستخباراتية لوكالة المخابرات المركزية في السفارة كانت «غير فعالة بصورة ملحوظة، إذ جمعت القليل من المعلومات وأعاقتها حقيقة عدم تحدث الضباط الثلاثة اللغة المحلية الفارسية». قالت الدراسة إن عملها كان «تجسسًا روتينيًا حذرًا يُجرى في البعثات الدبلوماسية في كل مكان».

## اقتحام السفارة
في 4 نوفمبر 1979م عند الساعة العاشرة صباحًا قام طلاب من الثوار الإيرانيين الموالين للإمام الخميني بمهاجمة السفارة الأمريكية في طهران. فقامو بكسر الأقفال، وفتحوا الأبواب، واقتحموا ساحة السفارة بسهولة. ثم استولو على السفارة خلال ثلاث ساعات. وكان موظفو السفارة يحاولون تدمير الوثائق، لكن سرعان ما دخل المهاجمون إلى المبنى، فصادروا معظم الوثائق. وقد أخذ الطلاب، الذين كان عددهم أقل من خمسمئة شخصا، 52 أميركياً من سكان السفارة كرهائن. ثم توصلوا إلى مئات النسخ من الوثائق، وحدثت أزمة دولية كبيرة.

## المطالبات
طالب مقتحمو السفارة الولايات المتحدة بتسليم الشاه محمد رضا بهلوي إلى إيران لمحاكمته. وأكدت الولايات المتحدة أن الشاه جاء إلى أمريكا لتلقي العناية الطبية. كما شملت مطالبتهم أن تعتذر الحكومة الأمريكية عن تدخلها في الشؤون الداخلية لإيران، بما في ذلك الإطاحة برئيس الوزراء محمد مصدق في عام 1953، إضافة إلى الإفراج عن الأصول الإيرانية المجمدة في الولايات المتحدة.
كانت الخطة الأولية هي اقتحام السفارة لفترة قصيرة فقط، لكن تغيرت الخطة عندما حظي الموقف بدعم كامل من الامام الخميني وكذلك من الكثير من الشعب. نسب البعض القرار بعدم الإفراج عن الرهائن بسرعة إلى فشل الرئيس كارتر في توجيه إنذار نهائي إلى إيران. حيث كان رد فعله الأولي هو المطالبة بالإفراج عن الرهائن لأسباب إنسانية وتبادل آماله في ايجاد تحالف استراتيجي مناهض للشيوعية مع النظام الجديد. كما كان يأمل بعض قادة الطلاب، إلى استقالة رئيس الوزراء الإيراني المعتدل بازرغان مع حكومته بسبب الضغوط بعد أيام قليلة من الاستيلاء.

## الوثائق المكتشفة في السفارة
ادعى مؤيدو موقف الاستيلاء على السفارة أنه كانت السفارة الأمريكية بمثابة «وكر للجواسيس» التي نظمت انقلاب 1953 في إيران. ثم تم العثور على وثائق في السفارة تشير إلى أن بعض الموظفين كانوا يعملون مع وكالات الاستخبارات الأمريكية. وفي وقت لاحق، أكدت وكالة المخابرات المركزية والحكومة البريطانية على دورهما في انقلاب عام 1953 ضد رئيس الوزراء الإيراني المنتخب ديمقراطيا محمد مصدق.
عرضت الفرق الثورية مستندات سرية، التي حصلت عليها في السفارة والتي تم استرداد بعضها عندما حصلت عليها وهي ممزقة، تدعم ادعائهم بأن الولايات المتحدة كانت تحاول زعزعة استقرار النظام الجديد وأن بعض من الإيرانيين المعتدلين كانوا على اتصال مع الولايات المتحدة.
ثم تم نشر الوثائق - بما في ذلك البرقيات والمراسلات والتقارير الصادرة عن وزارة الخارجية الأمريكية ووكالة الاستخبارات المركزية- في سلسلة من الكتب التي تحمل اسم «وثائق وكر التجسس». وفقًا لمجلة اتحاد العلماء الأمريكيين لعام 1997، بحلول عام 1995، تم نشر 77 مجلداً من الوثائق المكتشفة من وكر التجسس. العديد من هذه المجلدات متاحة الآن على الإنترنت.

## عملية إنقاذ فاشلة
بعد فشل محاولات الولايات المتحدة للتفاوض على إطلاق سراح الرهائن قامت الولايات المتحدة بعملية عسكرية لإنقاذهم في 24 إبريل 1980 ولكنها فشلت وأدت إلى تدمير طائرتين ومقتل ثمانية جنود أمريكيين وإيراني مدني واحد. وانتهت الأزمة بالتوقيع على اتفاقية الجزائر في الجزائر يوم 19 يناير 1981. وأفرج عن الرهائن رسميًا في اليوم التالي، بعد دقائق من أداء الرئيس الأمريكي الجديد رونالد ريجان اليمين.
وُصفت الأزمة بأنها حادثة محورية في تاريخ العلاقات بين إيران والولايات المتحدة ويعتقد بعض المحللين السياسيين أن الأزمة كانت سببًا في هزيمة الرئيس الأمريكي جيمي كارتر في الانتخابات الرئاسية، وفي إيران، عززت الأزمة من وضع علي الخميني وكانت الأزمة أيضا بداية فرض عقوبات اقتصادية أمريكية على إيران.

## وصلات خارجية
- من الداخل مكاتب السفارة الأمريكية في طهران